# Campeonato Mundial de Fórmula 1 de 1950

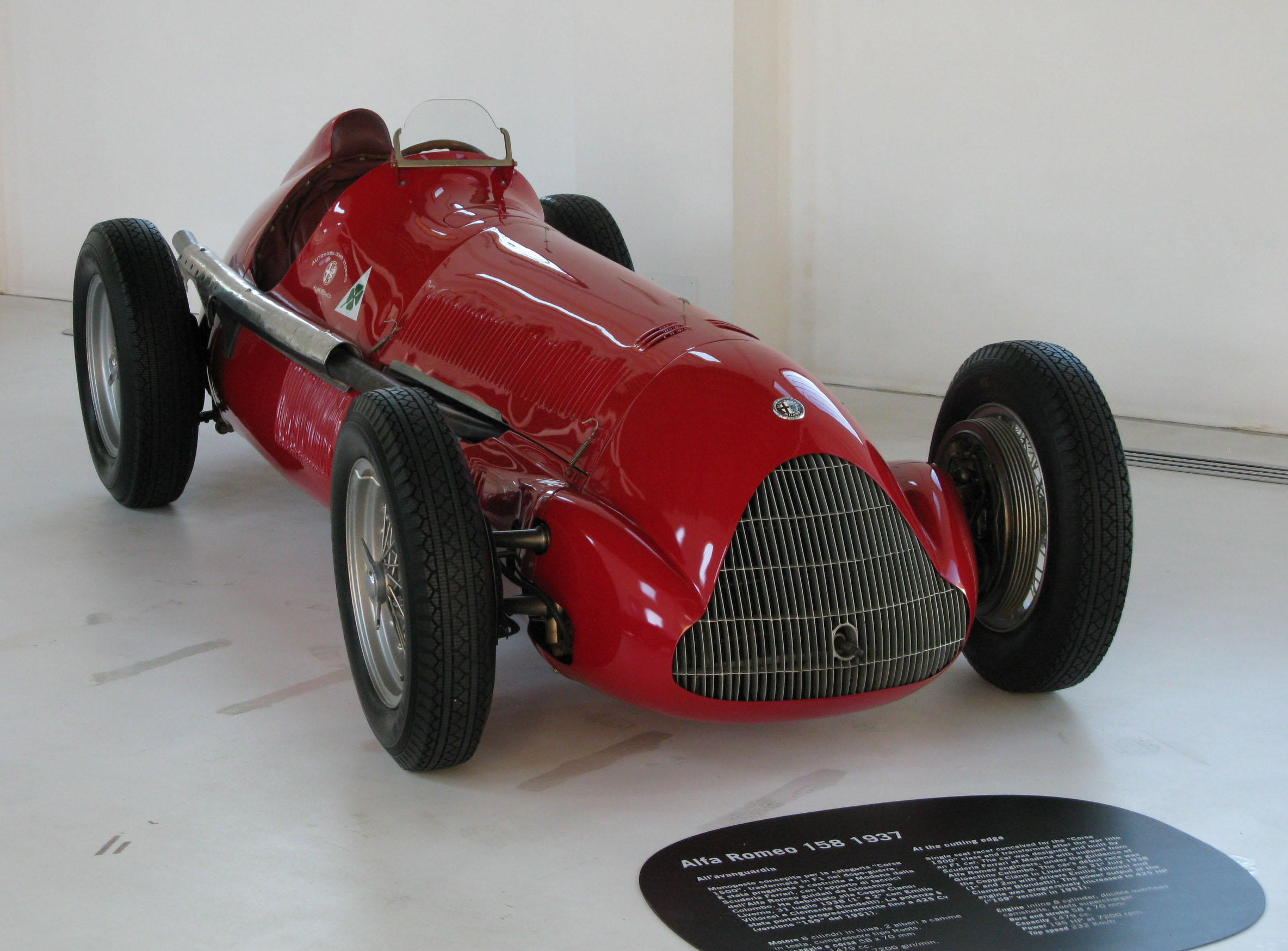
Alfa Romeo 158 Alfetta: carro com o qual Giuseppe Farina sagrou-se o primeiro campeão mundial da Fórmula 1, em 1950.

A temporada de Fórmula 1 de 1950 foi a primeira temporada do Campeonato do Mundo de Fórmula 1 da FIA. Começou em 13 de maio de 1950 e terminou em 3 de setembro, após sete corridas. Teve como campeão o italiano Nino Farina da Alfa Romeo e como vice-campeão o argentino Juan Manuel Fangio, daAlfa Romeo.
Nesta temporada ainda não era disputado o campeonato de construtores..

## Pilotos e equipes
Os três primeiros colocados da temporada de 1950:
| Campeão         | Vice-campeão       | Terceiro lugar |
| --------------- | ------------------ | -------------- |
|                 |                    |                |
| Giuseppe Farina | Juan Manuel Fangio | Luigi Fagioli  |
| Alfa Romeo      | Alfa Romeo         | Alfa Romeo     |

| Nome Oficial                  | Construtor(es)  | Chassi(s) | Motor(es)               | Pneus | Nº(s)                                 | Pilotos                 | Corridas Disputadas | Nº(s) | Piloto(s) Reserva(s)  | Corridas |
| ----------------------------- | --------------- | --------- | ----------------------- | ----- | ------------------------------------- | ----------------------- | ------------------- | ----- | --------------------- | -------- |
| SA Alfa Romeo                 | Alfa Romeo      | 158       | Alfa Romeo 158 L8 c 1.5 | P     | 1/34/14/10/6/18                       | Juan Manuel Fangio      | 1–2, 4–7            |       |                       |          |
| SA Alfa Romeo                 | Alfa Romeo      | 158       | Alfa Romeo 158 L8 c 1.5 | P     | 2(etapas 1 e 6)/32/16/8/10            | Giuseppe Farina         | 1–2, 4–7            |       |                       |          |
| SA Alfa Romeo                 | Alfa Romeo      | 158       | Alfa Romeo 158 L8 c 1.5 | P     | 3/36(etapas 2 e 7)/12(etapas 4 e 5)/4 | Luigi Fagioli           | 1–2, 4–7            |       |                       |          |
| SA Alfa Romeo                 | Alfa Romeo      | 158       | Alfa Romeo 158 L8 c 1.5 | P     | 4                                     | Reg Parnell             | 1                   | 3     | Gianbattista Guidotti | 1        |
| SA Alfa Romeo                 | Alfa Romeo      | 158       | Alfa Romeo 158 L8 c 1.5 | P     | 46                                    | Consalvo Sanesi         | 7                   |       |                       |          |
| SA Alfa Romeo                 | Alfa Romeo      | 158       | Alfa Romeo 158 L8 c 1.5 | P     | 54                                    | Piero Taruffi           | 7                   |       |                       |          |
| SA Alfa Romeo                 | Alfa Romeo      | 158       | Alfa Romeo 158 L8 c 1.5 | P     | 54                                    | Juan Manuel Fangio      | 7                   |       |                       |          |
| Scuderia Ambrosiana           | Maserati        | 4CLT/48   | Maserati 4CLT L4 c 1.5  | D     | 5/50                                  | David Murray            | 1/7                 |       |                       |          |
| Scuderia Ambrosiana           | Maserati        | 4CLT/48   | Maserati 4CLT L4 c 1.5  | D     | 6/34                                  | David Hampshire         | 1, 6                | 34    | David Murray          | 6        |
| Scuderia Ambrosiana           | Maserati        | 4CLT/48   | Maserati 4CLT L4 c 1.5  | D     | 32                                    | Reg Parnell             | 6                   |       |                       |          |
| Era Ltd                       | ERA             | E         | ERA L6 c 1.5            | D     | 8                                     | Leslie Johnson          | 1                   |       |                       |          |
| Automobiles Talbot-Darracq SA | Talbot-Lago     | T26C-DA   | Talbot 23CV L6 4.5      | D     | 14/6/18(etapas 5 e 6)                 | Yves Giraud-Cabantous   | 1, 4–6              |       |                       |          |
| Automobiles Talbot-Darracq SA | Talbot-Lago     | T26C-DA   | Talbot 23CV L6 4.5      | D     | 17/8                                  | Eugène Martin           | 1, 4                |       |                       |          |
| Automobiles Talbot-Darracq SA | Talbot-Lago     | T26C-DA   | Talbot 23CV L6 4.5      | D     | 10/14/20                              | Louis Rosier            | 4–6                 |       |                       |          |
| Automobiles Talbot-Darracq SA | Talbot-Lago     | T26C-DA   | Talbot 23CV L6 4.5      | D     | 16                                    | Philippe Étancelin      | 5                   |       |                       |          |
| Automobiles Talbot-Darracq SA | Talbot-Lago     | T26C-GS   | Talbot 23CV L6 4.5      | D     | 12                                    | Raymond Sommer          | 6                   |       |                       |          |
| Ecurie Belge                  | Talbot-Lago     | T26C      | Talbot 23CV L6 4.5      | D     | 18/6/4/24/42/2                        | Johnny Claes            | 1–2, 4–7            |       |                       |          |
| Officine Alfieri Maserati     | Maserati        | 4CLT/48   | Maserati 4CLT L4 c 1.5  | P     | 19/48/26/30/6                         | Louis Chiron            | 1–2, 4, 6–7         |       |                       |          |
| Officine Alfieri Maserati     | Maserati        | 4CLT/48   | Maserati 4CLT L4 c 1.5  | P     | 44/28/20                              | Franco Rol              | 2, 6–7              |       |                       |          |
| Enrico Platé                  | Maserati        | 4CLT/48   | Maserati 4CLT L4 c 1.5  | P     | 20/52/32/38                           | Emmanuel de Graffenried | 1–2, 4, 7           |       |                       |          |
| Enrico Platé                  | Maserati        | 4CLT/48   | Maserati 4CLT L4 c 1.5  | P     | 21/50/30(etapas 4 e 7)                | Prince Bira             | 1–2, 4, 7           |       |                       |          |
| Scuderia Achille Varzi        | Maserati        | 4CLT/48   | Maserati 4CLT L4 c 1.5  | P     | 2/36                                  | José Froilán González   | 2, 6                |       |                       |          |
| Scuderia Achille Varzi        | Maserati        | 4CLT/48   | Maserati 4CLT L4 c 1.5  | P     | 2                                     | Nello Pagani            | 4                   |       |                       |          |
| Horschell Racing Corp         | Cooper          | T12       | JAP V2 1.1              | D     | 8                                     | Harry Schell            | 2                   |       |                       |          |
| Equipe Gordini                | Simca-Gordini   | T15       | Gordini 15C L4 c 1.5    | E     | 10/44(etapas 6 e 7)                   | Robert Manzon           | 2, 6–7              |       |                       |          |
| Equipe Gordini                | Simca-Gordini   | T15       | Gordini 15C L4 c 1.5    | E     | 12/42                                 | Maurice Trintignant     | 2, 7                |       |                       |          |
| P. Étancelin                  | Talbot-Lago     | T26C-DA   | Talbot 23CV L6 4.5      | D     | 16                                    | Philippe Étancelin      | 6                   |       |                       |          |
| P. Étancelin                  | Talbot-Lago     | T26C-DA   | Talbot 23CV L6 4.5      | D     | 16                                    | Eugène Chaboud          | 6                   |       |                       |          |
| Ecurie Rosier                 | Talbot-Lago     | T26C      | Talbot 23CV L6 4.5      | D     | 15/16/58                              | Louis Rosier            | 1,2,7               |       |                       |          |
| Ecurie Rosier                 | Talbot-Lago     | T26C-GS   | Talbot 23CV L6 4.5      | D     | 64                                    | Henri Louveau           | 7                   |       |                       |          |
| Ferrari                       | Ferrari         | 125       | Ferrari 125 V12 c 1.5   | P     | 38/22/2                               | Luigi Villoresi         | 2, 4–5              |       |                       |          |
| Ferrari                       | Ferrari         | 125       | Ferrari 125 V12 c 1.5   | P     | 40/18                                 | Alberto Ascari          | 2, 4                |       |                       |          |
| Ferrari                       | Ferrari         | 125       | Ferrari 125 V12 c 1.5   | P     | 42                                    | Raymond Sommer          | 2                   |       |                       |          |
| Ferrari                       | Ferrari         | 166       | Ferrari 125 V12 1.5     | P     | 20                                    | Raymond Sommer          | 4                   |       |                       |          |
| Ferrari                       | Ferrari         | 275       | Ferrari 275 V12 3.3     | P     | 4                                     | Alberto Ascari          | 5                   |       |                       |          |
| Ferrari                       | Ferrari         | 375       | Ferrari 375 V12 4.5     | P     | 16/48                                 | Alberto Ascari          | 7                   |       |                       |          |
| Ferrari                       | Ferrari         | 375       | Ferrari 375 V12 4.5     | P     | 48                                    | Dorino Serafini         | 7                   |       |                       |          |
| Scuderia Milano               | Maserati-Milano | 4CLT/50   | Maserati 4CLT L4 c 1.5  | P     | 34/40                                 | Felice Bonetto          | 4/6                 |       |                       |          |
| Scuderia Milano               | Maserati-Milano | 4CLT/50   | Maserati 4CLT L4 c 1.5  | P     | 62                                    | Franco Comotti          | 7                   |       |                       |          |
| Ecurie Bleue                  | Talbot-Lago     | T26C      | Talbot 23CV L6 4.5      | D     | 44                                    | Harry Schell            | 4                   |       |                       |          |
| Ecurie Lutetia                | Talbot-Lago     | T26C      | Talbot 23CV L6 4.5      | D     | 20                                    | Eugène Chaboud          | 5                   |       |                       |          |
| Equipes Privadas              | Alta            | GP        | Alta L4 c 1.5           | D     | 23                                    | Joe Kelly               | 1                   |       |                       |          |
| Equipes Privadas              | Alta            | GP        | Alta L4 c 1.5           | D     | 24/26                                 | Geoff Crossley          | 1/5                 |       |                       |          |
| Equipes Privadas              | ERA             | A         | ERA L6 c 1.5            | D     | 26                                    | Bob Gerard              | 2                   |       |                       |          |
| Equipes Privadas              | ERA             | B         | ERA L6 c 1.5            | D     | 11/24/32                              | Cuth Harrison           | 1/2/7               |       |                       |          |
| Equipes Privadas              | ERA             | B/C       | ERA L6 c 1.5            | D     | 12                                    | Bob Gerard              | 1                   |       |                       |          |
| Equipes Privadas              | ERA             | E         | ERA L6 c 1.5            | D     | 9                                     | Peter Walker            | 1                   |       |                       |          |
| Equipes Privadas              | ERA             | E         | ERA L6 c 1.5            | D     | 9                                     | Tony Rolt               | 1                   |       |                       |          |
| Equipes Privadas              | Ferrari         | 125       | Ferrari 125 V12 c 1.5   | D     | 14/8                                  | Peter Whitehead         | 6/7                 |       |                       |          |
| Equipes Privadas              | Ferrari         | 166S      | Jaguar XK L6 3.4        | P     | 22                                    | Clemente Biondetti      | 7                   |       |                       |          |
| Equipes Privadas              | Maserati        | 4CL       | Maserati 4CLT L4 c 1.5  | P     | 40/30                                 | Toni Branca             | 4/5                 |       |                       |          |
| Equipes Privadas              | Maserati        | 4CL       | Maserati 4CLT L4 c 1.5  | D     | 10                                    | Joe Fry                 | 1                   |       |                       |          |
| Equipes Privadas              | Maserati        | 4CL       | Maserati 4CLT L4 c 1.5  | D     | 10                                    | Brian Shawe-Taylor      | 1                   |       |                       |          |
| Equipes Privadas              | Maserati        | 4CLT/48   | Maserati 4CLT L4 c 1.5  | P     | 28                                    | Paul Pietsch            | 7                   |       |                       |          |
| Equipes Privadas              | Talbot Lago     | T26C      | Talbot 23CV L6 4.5      | D     | 22 (etapas 5 e 6)/56                  | Pierre Levegh           | 5-7                 |       |                       |          |
| Equipes Privadas              | Talbot Lago     | T26C      | Talbot 23CV L6 4.5      | D     | 16/14/42/24                           | Philippe Étancelin      | 1-2/4/7             |       |                       |          |
| Equipes Privadas              | Talbot Lago     | T26C      | Talbot 23CV L6 4.5      | D     | 6/12                                  | Raymond Sommer          | 5/7                 |       |                       |          |
| Equipes Privadas              | Talbot Lago     | T26C      | Talbot 23CV L6 4.5      | D     | 26                                    | Charles Pozzi           | 6                   |       |                       |          |
| Equipes Privadas              | Talbot Lago     | T26C      | Talbot 23CV L6 4.5      | D     | 26                                    | Louis Rosier            | 6                   |       |                       |          |
| Equipes Privadas              | Talbot Lago     | T26C      | Talbot 23CV L6 4.5      | D     | 40                                    | Guy Mairesse            | 7                   |       |                       |          |

### 500 Milhas de Indianápolis
| Equipe                        | Construtor   | Chassi                   | Motor              | Pneus | N° | Piloto            |
| ----------------------------- | ------------ | ------------------------ | ------------------ | ----- | -- | ----------------- |
| Indianapolis Race Cars        | Maserati     | Maserati 8CTF            | Offenhauser L4 3.0 | F     | 12 | Henry Banks       |
| Indianapolis Race Cars        | Maserati     | Maserati 8CTF            | Offenhauser L4 3.0 | F     | 12 | Fred Agabashian   |
| Sampson Manufacturing         | Rae          | Rae ?                    | Offenhauser L4 3.0 | F     | 27 | Walt Ader         |
| Murrell Belanger              | Stevens      | Stevens ?                | Offenhauser L4 3.0 | F     | 18 | Duane Carter      |
| Wynn's Friction/Kurtis-Kraft  | Kurtis Kraft | Kurtis Kraft 3000        | Offenhauser L4 3.0 | F     | 28 | Fred Agabashian   |
| Wynn's Friction/Kurtis-Kraft  | Kurtis Kraft | Kurtis Kraft 1000        | Offenhauser L4 4.5 | F     | 1  | Johnnie Parsons   |
| Tuffy's Offy                  | Kurtis Kraft | Kurtis Kraft 2000        | Offenhauser L4 4.5 | F     | 4  | Walt Brown        |
| Tuffy's Offy                  | Kurtis Kraft | Kurtis Kraft 2000        | Offenhauser L4 4.5 | F     | 15 | Mack Hellings     |
| Ervin Wolfe                   | Kurtis Kraft | Kurtis Kraft 2000        | Offenhauser L4 4.5 | F     | 17 | Joie Chitwood     |
| Ervin Wolfe                   | Kurtis Kraft | Kurtis Kraft 2000        | Offenhauser L4 4.5 | F     | 17 | Tony Bettenhausen |
| Merz Engineering/Milt Marion  | Kurtis Kraft | Kurtis Kraft 2000        | Offenhauser L4 4.5 | F     | 23 | Sam Hanks         |
| Peter Wales Trucking          | Kurtis Kraft | Kurtis Kraft 2000        | Offenhauser L4 4.5 | F     | 62 | Johnny McDowell   |
| Brown Motors                  | Kurtis Kraft | Kurtis Kraft 2000        | Offenhauser L4 4.5 | F     | 69 | Duke Dinsmore     |
| Ludson Morris                 | Kurtis Kraft | Kurtis Kraft 2000        | Offenhauser L4 4.5 | F     | 81 | Jerry Hoyt        |
| Grant Piston Ring/Agajanian   | Kurtis Kraft | Kurtis Kraft 2000        | Offenhauser L4 4.5 | F     | 98 | Walt Faulkner     |
| Jack Hinkle                   | Kurtis Kraft | Kurtis Kraft 3000        | Offenhauser L4 4.5 | F     | 49 | Jack McGrath      |
| John Zink/M. A. Walker        | Kurtis Kraft | Kurtis Kraft 3000        | Offenhauser L4 4.5 | F     | 54 | Cecil Green       |
| Granatelli-Sabourin/Grancor   | Kurtis Kraft | Kurtis Kraft 3000        | Offenhauser L4 4.5 | F     | 59 | Pat Flaherty      |
| Bardahl/Carl Marchese         | Marchese     | Marchese ?               | Offenhauser L4 4.5 | F     | 2  | Myron Fohr        |
| Offenhauser/Howard Keck       | Deidt        | Deidt Tuffanelli Derrico | Offenhauser L4 4.5 | F     | 31 | Mauri Rose        |
| Blue Crown Spark Plug/Moore   | Deidt        | Deidt Tuffanelli Derrico | Offenhauser L4 4.5 | F     | 3  | Bill Holland      |
| Blue Crown Spark Plug/Moore   | Deidt        | Deidt Tuffanelli Derrico | Offenhauser L4 4.5 | F     | 14 | Tony Bettenhausen |
| Blue Crown Spark Plug/Moore   | Moore        | Moore ?                  | Offenhauser L4 4.5 | F     | 8  | Lee Wallard       |
| Blue Crown Spark Plug/Moore   | Lesovsky     | Lesovsky ?               | Offenhauser L4 4.5 | F     | 5  | George Connor     |
| Bowes Seal Fast Racing        | Lesovsky     | Lesovsky ?               | Offenhauser L4 4.5 | F     | 55 | Troy Ruttman      |
| Paul Russo & Ray Nichels      | Nichels      | Nichels ?                | Offenhauser L4 4.5 | F     | 7  | Paul Russo        |
| Fadely-Anderson/R. A. Cott    | Maserati     | Maserati 8CTF            | Offenhauser L4 4.5 | F     | 21 | Spider Webb       |
| Pat Clancy                    | Ewing        | Ewing ?                  | Offenhauser L4 4.5 | F     | 22 | Jimmy Davies      |
| Richard Palmer                | Adams        | Adams ?                  | Offenhauser L4 4.5 | F     | 24 | Bill Cantrell     |
| Richard Palmer                | Adams        | Adams ?                  | Offenhauser L4 4.5 | F     | 24 | Bayliss Levrett   |
| City of Glendale/A. J. Watson | Watson       | Watson Indy Roadster     | Offenhauser L4 4.5 | F     | 45 | Dick Rathmann     |
| Automobile Shippers/Rassey    | Snowberger   | Snowberger ?             | Offenhauser L4 4.5 | F     | 67 | Bill Schindler    |
| Troy Oil/Joe Langley          | Langley      | Langley ?                | Offenhauser L4 4.5 | F     | 75 | Gene Hartley      |
| Pioneer Auto Repair/Lorenz    | Wetteroth    | Wetteroth ?              | Offenhauser L4 4.5 | F     | 76 | Jim Rathmann      |
| Norm Olson                    | Olson        | Olson Special            | Offenhauser L4 4.5 | F     | 77 | Jackie Holmes     |
| Cummins Diesel                | Kurtis Kraft | Kurtis Kraft 3000        | Cummins L6 c 3.0   | F     | 61 | Jimmy Jackson     |

## Resultados e classificação

### Por Grande Prêmio[1]
| Nº | Grande Prêmio              | Data          | Pole Position      | Volta mais rápida  | Vencedor           | Equipe       | Pneus | Descrição |
| -- | -------------------------- | ------------- | ------------------ | ------------------ | ------------------ | ------------ | ----- | --------- |
| 1  | GP da Grã-Bretanha         | 13 de maio    | Giuseppe Farina    | Giuseppe Farina    | Giuseppe Farina    | Alfa Romeo   | P     | Descrição |
| 2  | GP de Mônaco               | 21 de maio    | Juan Manuel Fangio | Juan Manuel Fangio | Juan Manuel Fangio | Alfa Romeo   | P     | Descrição |
| 3  | 500 Milhas de Indianápolis | 30 de maio    | Walt Faulkner      | Johnnie Parsons    | Johnnie Parsons    | Kurtis Kraft | F     | Descrição |
| 4  | GP da Suíça                | 4 de junho    | Juan Manuel Fangio | Giuseppe Farina    | Giuseppe Farina    | Alfa Romeo   | P     | Descrição |
| 5  | GP da Bélgica              | 18 de junho   | Giuseppe Farina    | Giuseppe Farina    | Juan Manuel Fangio | Alfa Romeo   | P     | Descrição |
| 6  | GP da França               | 2 de julho    | Juan Manuel Fangio | Juan Manuel Fangio | Juan Manuel Fangio | Alfa Romeo   | P     | Descrição |
| 7  | GP da Itália               | 3 de setembro | Juan Manuel Fangio | Juan Manuel Fangio | Giuseppe Farina    | Alfa Romeo   | P     | Descrição |

### 500 Milhas de Indianápolis
| Pos. | Piloto            | GBR | MON | 500  | SUI | BEL | FRA | ITA | Pontos |
| ---- | ----------------- | --- | --- | ---- | --- | --- | --- | --- | ------ |
| 1    | Johnnie Parsons   |     |     | 1    |     |     |     |     | 9      |
| 2    | Bill Holland      |     |     | 2    |     |     |     |     | 6      |
| 3    | Mauri Rose        |     |     | 3    |     |     |     |     | 4      |
| 4    | Cecil Green       |     |     | 4    |     |     |     |     | 3      |
| 5    | Tony Bettenhausen |     |     | 5†   |     |     |     |     | 1      |
| -    | Joie Chitwood     |     |     | 5†   |     |     |     |     | 1      |
| 6    | Lee Wallard       |     |     | 6    |     |     |     |     | 0      |
| 7    | Walt Faulkner     |     |     | 7    |     |     |     |     | 0      |
| 8    | George Connor     |     |     | 8    |     |     |     |     | 0      |
| 9    | Paul Russo        |     |     | 9    |     |     |     |     | 0      |
| 10   | Pat Flaherty      |     |     | 10   |     |     |     |     | 0      |
| 11   | Myron Fohr        |     |     | 11   |     |     |     |     | 0      |
| 12   | Duane Carter      |     |     | 12   |     |     |     |     | 0      |
| 13   | Mack Hellings     |     |     | 13   |     |     |     |     | 0      |
| 14   | Jack McGrath      |     |     | 14   |     |     |     |     | 0      |
| 15   | Troy Ruttman      |     |     | 15   |     |     |     |     | 0      |
| 16   | Gene Hartley      |     |     | 16   |     |     |     |     | 0      |
| 17   | Jimmy Davies      |     |     | 17   |     |     |     |     | 0      |
| 18   | Johnny McDowell   |     |     | 18   |     |     |     |     | 0      |
| 19   | Walt Brown        |     |     | 19   |     |     |     |     | 0      |
| 20   | Spider Webb       |     |     | 20   |     |     |     |     | 0      |
| 21   | Jerry Hoyt        |     |     | 21   |     |     |     |     | 0      |
| 22   | Walt Ader         |     |     | 22   |     |     |     |     | 0      |
| 23   | Jackie Holmes     |     |     | 23   |     |     |     |     | 0      |
| 24   | Jim Rathmann      |     |     | 24   |     |     |     |     | 0      |
| 25   | Henry Banks       |     |     | Ret† |     |     |     |     | 0      |
| -    | Fred Agabashian   |     |     | Ret† |     |     |     |     | 0      |
| 26   | Bill Schindler    |     |     | Ret  |     |     |     |     | 0      |
| 27   | Bayliss Levrett   |     |     | Ret† |     |     |     |     | 0      |
| -    | Bill Cantrell     |     |     | Ret† |     |     |     |     | 0      |
| 28   | Fred Agabashian   |     |     | Ret  |     |     |     |     | 0      |
| 29   | Jimmy Jackson     |     |     | Ret  |     |     |     |     | 0      |
| 30   | Sam Hanks         |     |     | Ret  |     |     |     |     | 0      |
| 31   | Tony Bettenhausen |     |     | Ret  |     |     |     |     | 0      |
| 32   | Dick Rathmann     |     |     | Ret  |     |     |     |     | 0      |
| 33   | Duke Dinsmore     |     |     | Ret  |     |     |     |     | 0      |

- † Posição compartilhada entre mais pilotos do mesmo carro

### Sistema de pontuação
Os pontos eram distribuídos do primeiro ao quinto classificado final de cada prova (8, 6, 4, 3, 2). Um ponto era ainda atribuído ao piloto que executasse a volta mais rápida na prova. Apenas os quatro melhores resultados das sete corridas contavam para o campeonato. Pontos para classificações partilhadas eram divididos equitativamente pelos pilotos em questão, independente de qual perfizera um maior número de voltas em pista.
| Posição | 1º | 2º | 3º | 4º | 5º | VMR* |
| Pontos  | 8  | 6  | 4  | 3  | 2  | 1    |

### Campeonato de Pilotos[3]
| Pos. | Piloto                  | GBR  | MON | 500  | SUI | BEL | FRA | ITA        | Pontos  |
| ---- | ----------------------- | ---- | --- | ---- | --- | --- | --- | ---------- | ------- |
| 1    | Giuseppe Farina         | 1    | Ret |      | 1   | 4   | 7   | 1          | 30      |
| 2    | Juan Manuel Fangio      | Ret  | 1   |      | Ret | 1   | 1   | Ret / Ret† | 27      |
| 3    | Luigi Fagioli           | 2    | Ret |      | 2   | 2   | 2   | 3          | 24 (28) |
| 4    | Louis Rosier            | 5    | Ret |      | 3   | 3   | 6†  | 4          | 13      |
| 5    | Alberto Ascari          |      | 2   |      | Ret | 5   |     | Ret / 2†   | 11      |
| 6    | Johnnie Parsons         |      |     | 1    |     |     |     |            | 9       |
| 7    | Bill Holland            |      |     | 2    |     |     |     |            | 6       |
| 8    | Prince Bira             | Ret  | 5   |      | 4   |     |     | Ret        | 5       |
| 9    | Peter Whitehead         |      |     |      |     |     | 3   | 7          | 4       |
| 10   | Reg Parnell             | 3    |     |      |     |     | Ret |            | 4       |
| 11   | Louis Chiron            | Ret  | 3   |      | 9   |     | Ret | Ret        | 4       |
| 12   | Mauri Rose              |      |     | 3    |     |     |     |            | 4       |
| 13   | Dorino Serafini         |      |     |      |     |     |     | 2†         | 3       |
| 14   | Yves Giraud-Cabantous   | 4    |     |      | Ret | Ret | 8   |            | 3       |
| 15   | Raymond Sommer          |      | 4   |      | Ret | Ret | Ret | Ret        | 3       |
| 16   | Robert Manzon           |      | Ret |      |     |     | 4   | Ret        | 3       |
| 17   | Cecil Green             |      |     | 4    |     |     |     |            | 3       |
| 18   | Philippe Étancelin      | 8    | Ret |      | Ret | Ret | 5†  | 5          | 3       |
| 19   | Felice Bonetto          |      |     |      | 5   |     | Ret |            | 2       |
| 20   | Eugène Chaboud          |      |     |      |     | Ret | 5†  |            | 1       |
| -    | Joie Chitwood           |      |     | 5†   |     |     |     |            | 1       |
| -    | Tony Bettenhausen       |      |     | 5†   |     |     |     |            | 1       |
| -    | Emmanuel de Graffenried | Ret  | Ret |      | 6   |     |     | 6          | 0       |
| -    | Bob Gerard              | 6    | 6   |      |     |     |     |            | 0       |
| -    | Luigi Villoresi         |      | Ret |      | Ret | 6   |     |            | 0       |
| -    | Lee Wallard             |      |     | 6    |     |     |     |            | 0       |
| -    | Charles Pozzi           |      |     |      |     |     | 6   |            | 0       |
| -    | Johnny Claes            | 8    | 10  |      | 7   | 11  | Ret | Ret        | 0       |
| -    | Cuth Harrison           | 7    | Ret |      |     |     |     | Ret        | 0       |
| -    | Pierre Levegh           |      |     |      |     | 7   | Ret | Ret        | 0       |
| -    | Walt Faulkner           |      |     | 7    |     |     |     |            | 0       |
| -    | Nello Pagani            |      |     |      | 7   |     |     |            | 0       |
| -    | Harry Schell            |      | Ret |      | 8   |     |     |            | 0       |
| -    | George Connor           |      |     | 8    |     |     |     |            | 0       |
| -    | Geoff Crossley          | Ret  |     |      |     | 9   |     |            | 0       |
| -    | David Hampshire         | 9    |     |      |     |     | Ret |            | 0       |
| -    | Paul Russo              |      |     | 9    |     |     |     |            | 0       |
| -    | Toni Branca             |      |     |      | 11  | 10  |     |            | 0       |
| -    | Pat Flaherty            |      |     | 10   |     |     |     |            | 0       |
| -    | Brian Shawe-Taylor      | 10†  |     |      |     |     |     |            | 0       |
| -    | Joe Fry                 | 10†  |     |      |     |     |     |            | 0       |
| -    | Myron Fohr              |      |     | 11   |     |     |     |            | 0       |
| -    | Duane Carter            |      |     | 12   |     |     |     |            | 0       |
| -    | Mack Hellings           |      |     | 13   |     |     |     |            | 0       |
| -    | Jack McGrath            |      |     | 14   |     |     |     |            | 0       |
| -    | Troy Ruttman            |      |     | 15   |     |     |     |            | 0       |
| -    | Gene Hartley            |      |     | 16   |     |     |     |            | 0       |
| -    | Jimmy Davies            |      |     | 17   |     |     |     |            | 0       |
| -    | Johnny McDowell         |      |     | 18   |     |     |     |            | 0       |
| -    | Walt Brown              |      |     | 19   |     |     |     |            | 0       |
| -    | Spider Webb             |      |     | 20   |     |     |     |            | 0       |
| -    | Jerry Hoyt              |      |     | 21   |     |     |     |            | 0       |
| -    | Walt Ader               |      |     | 22   |     |     |     |            | 0       |
| -    | Jackie Holmes           |      |     | 23   |     |     |     |            | 0       |
| -    | Jim Rathmann            |      |     | 24   |     |     |     |            | 0       |
| -    | Joe Kelly               | NC   |     |      |     |     |     |            | 0       |
| -    | Franco Rol              |      | Ret |      |     |     | Ret | Ret        | 0       |
| -    | Eugène Martin           | Ret  |     |      | Ret |     |     |            | 0       |
| -    | José Froilán González   |      | Ret |      |     |     | Ret |            | 0       |
| -    | David Murray            | Ret  |     |      |     |     |     | Ret        | 0       |
| -    | Maurice Trintignant     |      | Ret |      |     |     |     | Ret        | 0       |
| -    | Leslie Johnson          | Ret  |     |      |     |     |     |            | 0       |
| -    | Peter Walker            | Ret  |     |      |     |     |     |            | 0       |
| -    | Tony Rolt               | Ret† |     |      |     |     |     |            | 0       |
| -    | Henry Banks             |      |     | Ret† |     |     |     |            | 0       |
| -    | Fred Agabashian         |      |     | Ret† |     |     |     |            | 0       |
| -    | Bill Schindler          |      |     | Ret  |     |     |     |            | 0       |
| -    | Bayliss Levrett         |      |     | Ret† |     |     |     |            | 0       |
| -    | Bill Cantrell           |      |     | Ret† |     |     |     |            | 0       |
| -    | Fred Agabashian         |      |     | Ret  |     |     |     |            | 0       |
| -    | Jimmy Jackson           |      |     | Ret  |     |     |     |            | 0       |
| -    | Sam Hanks               |      |     | Ret  |     |     |     |            | 0       |
| -    | Tony Bettenhausen       |      |     | Ret  |     |     |     |            | 0       |
| -    | Dick Rathmann           |      |     | Ret  |     |     |     |            | 0       |
| -    | Duke Dinsmore           |      |     | Ret  |     |     |     |            | 0       |
| -    | Guy Mairesse            |      |     |      |     |     |     | Ret        | 0       |
| -    | Paul Pietsch            |      |     |      |     |     |     | Ret        | 0       |
| -    | Clemente Biondetti      |      |     |      |     |     |     | Ret        | 0       |
| -    | Henri Louveau           |      |     |      |     |     |     | Ret        | 0       |
| -    | Franco Comotti          |      |     |      |     |     |     | Ret        | 0       |
| -    | Consalvo Sanesi         |      |     |      |     |     |     | Ret        | 0       |
| -    | Piero Taruffi           |      |     |      |     |     |     | Ret†       | 0       |
| -    | Alfredo Pián            |      | DNS |      |     |     |     |            | -       |
| Pos. | Piloto                  | GBR  | MON | 500  | SUI | BEL | FRA | ITA        | Pontos  |

| Cor        | Resultado             |
| ---------- | --------------------- |
| Ouro       | Vencedor              |
| Prata      | 2.º lugar             |
| Bronze     | 3.º lugar             |
| Verde      | Terminou, nos pontos  |
| Azul       | Terminou, sem pontos  |
| Púrpura    | Ret – Retirou-se      |
| Vermelho   | NQ – Não qualificado  |
| Preto      | DSQ – Desqualificado  |
| Branco     | NL – Não largou       |
| Branco     | C – Corrida cancelada |
| Azul claro | AT – Apenas Treino    |
| Sem cor    | NP – Não participou   |
| Sem cor    | Les – Lesionado       |
| Sem cor    | EX – Excluído         |

- Em negrito indica pole position
- Em itálico indica volta mais rápida (1 ponto concedido).
- † Posição compartilhada entre mais pilotos do mesmo carro

### Evolução dos 5 melhores pilotos
|  | Giuseppe Farina |  | Juan Manuel Fangio |  | Luigi Fagioli |  | Louis Rosier |  | Alberto Ascari |

## Sumário do Campeonato
O Campeonato Mundial de Pilotos inaugural viu a Alfa Romeo dominar com o seu Alfa Romeo 159 F1, um modelo que estreou em 1938, no período pré-guerra; Esse carro ganhou todos os seis Grande Prêmios em 1950. Todas as corridas feitas dentro da regulação Formula Um nesse campeonato foram sediadas na Europa. As 500 Milhas de Indianápolis (evento que, ao contrário das outras provas, foi corrida em um oval) foi feita sob as regulações da AAA American, e nenhum dos pilotos habituais que competiram na Europa correram nas 500 milhas, e vice versa. Os pilotos da Alfa Romeo dominaram o campeonato com o italiano Giuseppe Farina vencendo seu companheiro Juan Manuel Fangio. Embora as 500 Milhas de Indianápolis fossem organizadas sob outro regulamento, a prova foi incluída no Campeonato Mundial de 1950 a 1960. Ela atraiu poucos participantes europeus e, consequentemente, poucos pilotos americanos participaram dos Grande Prêmios.
Os cinco primeiro pilotos pontuavam, num sistema 8-6-4-3-2 de pontuação, e 1 ponto era dado para o piloto que fizesse a volta mais rápida da corrida. Pontos para pilotos que dividiam carros eram distribuídos igualmente, independente de quantas voltas cada um fez. Somente os quatro melhores resultados de sete corridas podiam ser contabilizados para cada piloto. 

### Etapa 1: Reino Unido
A equipe Alfa Romeo dominou o Grande Prêmio do Reino Unido sediado no rápido circuito de Silverstone na Inglaterra, Completando a primeira fila (de quatro carros) do grid. Com o comparecimento do Jorge VI do Reino Unido, Giuseppe Farina faz a Pole Position, ganha a corrida e a volta mais rápida da prova. Completaram o pódio seus companheiros de equipe Luigi Fagioli e Reg Parnell, enquanto o último piloto da Alfa Romeo, Juan Manuel Fangio foi obrigado a abandonar a corrida após problemas com seu motor. Os últimos a pontuar foram Yves Giraud-Cabantous e Louis Rosier, ambos duas voltas atrás dos lideres.

### Etapa 2: Mônaco
Aqui a Scuderia Ferrari fazia sua estreia no Campeonato Mundial. Seus pilotos, Luigi Villoresi e Alberto Ascari tiveram que se contentar com a terceira fila do grid, enquanto as Alfas de Fangio e Farina novamente começavam na primeira fila, ao lado do piloto privado José Froilán González em sua Maserati. O pole Fangio teve uma vitória confortável, conseguindo a volta mais rápida, uma volta a frente de Ascari, com Louis Chiron na terceira colocação. Um incidente na primeira volta causado por um vazamento de água na pista tirou nove dos dezenove pilotos iniciais—incluindo Farina e Fagioli—enquanto González, que teve seu carro danificado no acidente, abandonou uma volta depois. Embora tenha perdido posições por causa do acidente, Villoresi escalou o grid até a segunda colocação, mas abandonou por um problema em seu eixo. A vitória de Fangio o deixou empatado com Farina na classificação.

### Etapa 3: 500 Milhas de Indianápolis
As 500 Milhas de Indianápolis, a terceira etapa do Campeonato Mundial de Pilotos, sediada em Indianapolis Motorspeedway em Indianapolis, Indiana, nos Estados Unidos, foi vencida por Johnnie Parsons, a frente de Bill Holland e Mauri Rose. A corrida foi interrompida depois de 138 das 200 voltas por causa da chuva.

### Etapa 4: Suíça
O domínio das Alfas Romeo continuou quando o Campeonato Mundial retornou a Europa para o Grande Prêmio da Suíça, no circuito de Bremgarten, perto de Bern. Fangio, Farina e Fagioli fecharam a primeira fila, enquanto as Ferraris de Villoresi e Ascari começaram na segunda fila. Fangio era o líder inicial, começando da Pole Position, mas Farina o ultrapassou na volta sete. Ascari e Villoresi foram ambos capazes de competir com a terceira Alfa de Fagioli nos estágios iniciais, mas os dois tinham abandonado na altura da décima volta. Farina venceu a corrida e conseguiu a volta mais rápida, terminando a frente de Fagioli, enquanto Rosier terminou em terceiro, levando a equipe Talbot-Lago para seu primeiro pódio. A segunda vitória de Farina na temporada o colocou seis pontos na frente do consistente Fagioli, enquanto Fangio se encontrava em terceiro, três pontos atrás, tendo pontuado em apenas uma corrida (Em Mônaco, onde venceu).

### Etapa 5: Bélgica
A Alfa Romeo fechou sua primeira fila pela terceira vez na temporada no Grand Prix da Bélgica, no longo e rápido circuito de Spa-Francorchamps, enquanto a Ferrari de Villoresi dividiu a segunda fila com o piloto privado Raymond Sommer, em sua Talbot-Lago. As Alfas foram novamente irretocáveis no começo da corrida, mas quando pararam para abastecer, Sommer surgiu como o líder improvável. Sua liderança, no entanto, foi curta pois abandonou quando seu motor fundiu. Fangio saiu vitorioso, seguido de Fagioli que novamente terminou em segundo. Rosier repetiu um pódio com sua Talbot-Lago, ultrapassando o pole Farina, quando o italiano teve problemas com a transmissão no final da corrida. Contudo, não foi um dia para esquecer para Farina, pois o mesmo conseguiu o ponto da volta mais rápida. Fangio e Fagioli diminuíram a distância para Farina na classificação do campeonato, com Fagioli ficando apenas quatro pontos atrás, enquanto Fangio estava cinco pontos atrás.

### Etapa 6: França
No circuito de Reims-Gueux, As Alfas Romeo não tiveram desafios, pois a Ferrari cancelou sua participação na prova. As Alfas fecharam mais uma vez a primeira fila, com Fangio na Pole Position pela terceira vez em seis corridas. A potência das Alfettas (apelido que o modelo 158 da Alfa Romeo ganhou) casou perfeitamente com o circuito de rua feito inteiramente de longas retas. Farina, largando da segunda posição, liderou pelo primeiro quarto da corrida antes de problemas com a gasolina o jogarem para o fim do grid. O italiano se recuperou para a terceira colocação, mas teve que abandonar. Fangio fez a volta mais rápida, juntamente com a sua segunda vitória consecutiva. Fagioli terminou em segundo pela quarta vez em cinco corridas, enquanto Peter Whitehead, em uma Ferrari privada, conquistou um pódio em sua primeira largada na temporada. Fangio se tornou líder do campeonato com a vitória, enquanto Fagioli continuou em segundo, com Farina caindo para a terceira colocação, quatro pontos atrás do argentino.

### Etapa 7: Itália
A última rodada do campeonato foi o Grande Prêmio da Itália, no Autódromo de Monza, perto de Milão. Todos os três pilotos da Alfa Romeo estavam na disputa do título. Se Fangio terminasse em primeiro ou segundo, ele era coroado campeão, independente de onde seus companheiros de equipe terminassem. Se Farina não conseguisse obter pelo menos cinco pontos, ele não conseguiria o título. A única chance de Fagioli de se tornar campeão era se o mesmo vencesse a prova e fizesse a volta mais rápida; Mesmo assim, ele precisaria que Farina terminasse abaixo de terceiro, e Fangio não poderia sequer pontuar.
Fangio novamente fez a Pole Position, mas a Alfa Romeo não conseguiu fechar sua quinta primeira fila da temporada, pois Ascari se classificou em segundo pela Ferrari. Farina largou em terceiro, enquanto Consalvo Sanesi completou a primeira fila em uma Alfa Romeo adicional. Fagioli só conseguiu a quinta colocação do grid, ao lado de Piero Taruffi, a segunda Ferrari de Dorino Serafini, e Sommer em sua Talbot-Lago. Fangio assumiu a liderança da prova logo no início, com Ascari e Fangio logo atrás. Ascari brevemente tomou a liderança, mas teve que abandonar quando seu motor superaqueceu. Duas voltas depois, Fangio também abandonou com problemas em sua caixa de câmbio. O carro de Taruffi, que a essa altura estava em segundo, foi passado para Fangio, no entanto o argentino abandonou pela segunda vez na prova, dessa vez com problemas no motor. Ascari pegou o carro de Serafini e terminou a corrida em segundo, atrás de Farina. Vitória essa que coroou o italiano como campeão, apenas três pontos a frente de Fangio. Fagioli terminou em terceiro.

## Review do Campeonato
No primeiro ano do Campeonato Mundial de Pilotos, 14 equipes (quatro equipes de fábrica e dez equipes independentes) participaram, juntamente com muitos outros pilotos privados, em seis Grande Prêmios Europeus. Somente equipes, construtores e pilotos americanos participaram das 500 Milhas de Indianápolis. Os chassis, motores, e números dos carros variavam de corrida para corrida.